# Crocidura fingui
Crocidura fingui és una espècie d'eulipotifle de la família de les musaranyes. És endèmica de l'illa de Príncipe (São Tomé i Príncipe). Té una llargada de cap a gropa de 75,3–107,2 mm i una cua d'entre el 49% i el 70% de la llargada del cos. Tant el pelatge com la pell són de tonalitats fosques. El seu nom específic, fingui, és el nom de l'espècie en principense, un idioma local.